# Marvin Hamlisch
Marvin Hamlisch, né le 2 juin 1944 à New York et mort le 6 août 2012 à Los Angeles, est un compositeur et chef d'orchestre américain.
Il est une des 21 personnalités à avoir reçu les quatre récompenses américaines majeures dans le domaine du divertissement au cours de sa carrière : Oscar, Emmy, Grammy et Tony Awards.

## Biographie
Marvin Hamlish naît à New-York le 2 juin 1944. Son père, Max Hamlisch, est accordéoniste et chef d'orchestre. Il commence le piano à cinq ans et est admis l'année suivante à la Julliard School. Il fait ses débuts à Broadway en 1964 en tant que pianiste répétiteur pour la création de Funny Girl avec Barbra Streisand. Il réalise par la suite les arrangements de danse de plusieurs comédies musicales. Le producteur Sam Spiegel l'engage pour animer ses soirées, ce qui lui permet de lier des relations dans le milieu cinématographique et de composer sa première musique originale en 1968 pour Le Plongeon de Frank Perry. En 1974, il remporte trois Oscars dont deux pour les compositions originales de Nos plus belles années et un pour l'adaptation des œuvres de Scott Joplin dans L'Arnaque.
Il accompagne et donne la réplique à Groucho Marx lors d'une tournée en 1974-1975, puis supervise et réalise les arrangements des spectacles de Liza Minnelli : Liza (1974), Minnelli on Minnelli (1999) et Liza's at the Palace (2008)
Marvin Hamlisch meurt le 6 août 2012 à Los Angeles (Californie) d'une détresse respiratoire consécutive à une encéphalopathie hypertensive. Il est enterré le 14 août au cimetière juif Mount Zion (en), après une cérémonie au temple Emanu-El de New York.

## Théâtre
- A Chorus Line (1975), comédie musicale de James Kirkwood et Nicholas Dante (en), musique de Marvin Hamlisch, lyrics d'Edward Kleban (en)
- They're Playing Our Song (en) (1979), comédie musicale de Neil Simon, musique de Marvin Hamlisch, lyrics de Carole Bayer Sager
- Smile (en) (1986), comédie musicale d'Howard Ashman, musique de Marvin Hamlisch, lyrics d'Howard Ashman
- The Goodbye Girl (1993), comédie musicale de Neil Simon, musique de Marvin Hamlisch, lyrics de David Zippel (en)
- Sweet Smell of Success (2002), comédie musicale de John Guare, musique de Marvin Hamlisch, lyrics de Craig Carnelia (en)
- Imaginary Friends (en) (2002), comédie de Nora Ephron, musique de Marvin Hamlisch, lyrics de Craig Carnelia

## Filmographie

### Cinéma
- 1968 : Le Plongeon
- 1969 : Folies d'avril (The April Fools)
- 1969 : Prends l'oseille et tire-toi
- 1970 : Move
- 1970 : L'Indien (Flap)
- 1971 : Rio Verde
- 1972 : La Dernière Chance
- 1973 : Nos plus belles années
- 1973 : L'Arnaque
- 1973 : Nanou, fils de la Jungle (The World's Greatest Athlete)
- 1973 : Sauvez le tigre
- 1975 : Le Prisonnier de la seconde avenue
- 1977 : The Absent-Minded Waiter
- 1977 : L'espion qui m'aimait
- 1978 : Château de rêves (Ice Castles), de Donald Wrye
- 1979 : Merci d'avoir été ma femme
- 1980 : Gilda Live
- 1980 : Des gens comme les autres
- 1980 : Comme au bon vieux temps (Seems Like Old Times)
- 1982 : Le Choix de Sophie
- 1985 : D.A.R.Y.L.
- 1985 : A Chorus Line
- 1987 : Trois Hommes et un bébé
- 1988 : Little Nikita
- 1989 : Les Experts
- 1989 : Calendrier meurtrier
- 1991 : Missing Pieces
- 1991 : Frankie et Johnny
- 1996 : Open Season
- 2009 : The Informant!

### Télévision
Téléfilms
- 1974 : Ma and Pa
- 1984 : Un tramway nommé Désir
- 1991 : Confusion tragique
- 1987 : When the Time Comes
- 1987 : Mission bionique (it) (The Return of the Six-Million-Dollar Man and the Bionic Woman)
- 1987 : The Two Mrs. Grenvilles
- 1990 : Women and Men: Stories of Seduction
- 1994 : Les Raisons du cœur
- 2013 : Ma vie avec Liberace (Behind the Candelabra) de Steven Soderbergh

Séries
- 1973 : Doc Elliot
- 1975 : Hot L Baltimore
- 1976 : The Entertainer - également producteur
- 1980 : Omnibus
- 1988 : David

### En tant qu'acteur
- 1965 : Ski Party (en)
- 1967 : La Vallée des poupées : le pianiste
- 1995 : Une nounou d'enfer (saison 3, épisode 18) : son propre sosie
- 2003 : Comment se faire larguer en 10 leçons : lui-même

## Distinctions

### Récompenses
- Oscars 1974 :

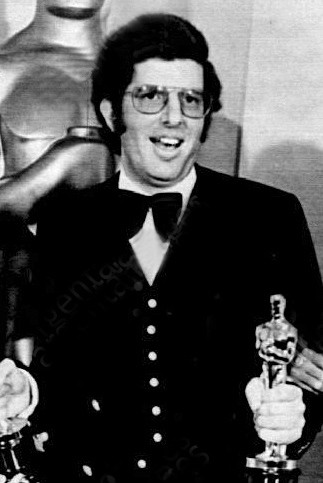
Marvin Hamlisch recevant ses trois Oscars en 1974.

  - Meilleure musique de film pour Nos plus belles années
  - Meilleure adaptation musicale pour L'Arnaque
  - Meilleure chanson originale pour The Way We Were dans Nos plus belles années
- Grammy Awards 1975 : Meilleur nouvel artiste
- Tony Awards 1976 : Meilleure partition originale pour A Chorus Line (avec Edward Kleban)
- Drama Desk Award 1976 : Meilleurs musique et lyrics pour A Chorus Line (avec Edward Kleban)
- prix Pulitzer de l'œuvre théâtrale 1976 pour A Chorus Line (avec Michael Bennett, James Kirkwood, Nicholas Dante et Edward Kleban)

### Nominations
- Oscars 1972 : Meilleure chanson originale pour Life Is What You Make It dans Kotch
- Oscars 1978 :
  - Meilleure chanson originale pour Nobody Does It Better dans L'Espion qui m'aimait
  - Meilleure musique de film pour L'Espion qui m'aimait
- Oscars 1979 : Meilleure chanson originale pour The Last Time I Felt Like This dans Même heure, l'année prochaine
- Oscars 1980 : Meilleure chanson originale pour Through the Eyes of Love dans Château de rêves (Ice Castles)
- Oscars 1983 : Meilleure musique de film pour Le Choix de Sophie
- Oscars 1986 : Meilleure chanson originale pour Surprise Surprise dans A Chorus Line
- Oscars 1990 : Meilleure chanson originale pour The Girl Who Used to Be Me dans Shirley Valentine
- Oscars 1997 : Meilleure chanson originale pour I've Finally Found Someone dans Leçons de séduction